# 金德琴
金德琴（1921年—），男，汉族，上海人，中国金融家，曾任中国银行总行行长，中国人民银行国外业务局局长，中国国际信托投资公司（中國中信集團有限公司 前身）副董事长兼嘉华银行（中信銀行 (國際) 有限公司 前身）董事长。1985年因犯严重错误撤销中国银行行长职务。